# Mindener Schlagde

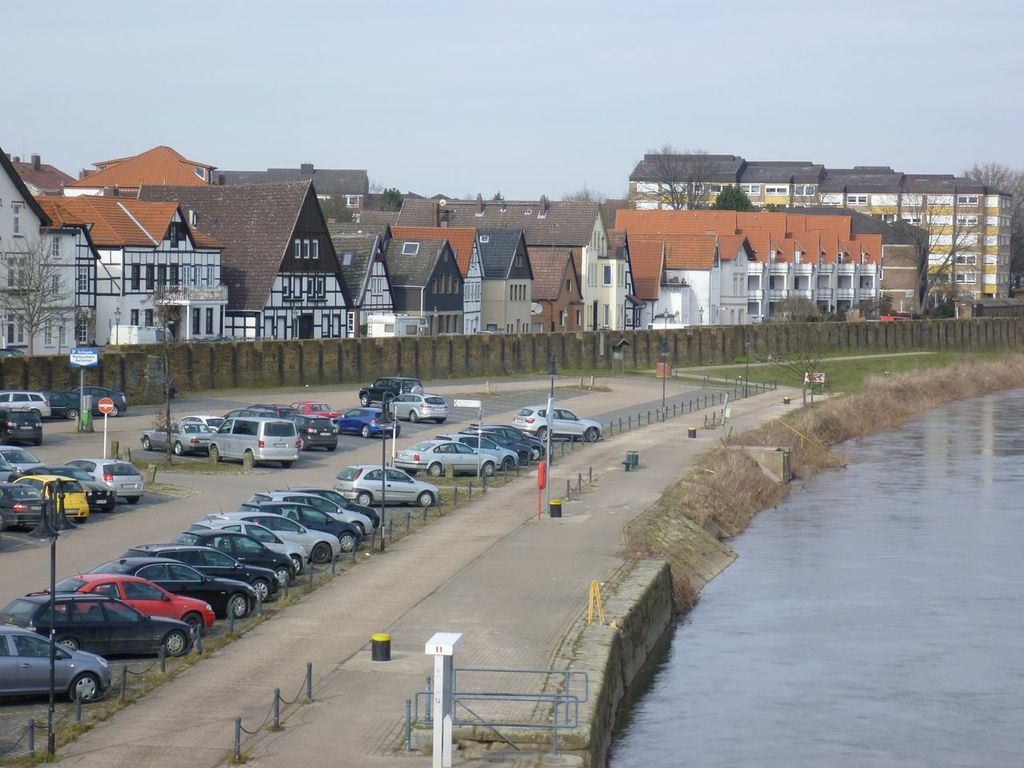
Die Mindener Schlagde vor der Fischerstadt

Die Mindener Schlagde ist ein alter Umschlageplatz und Uferhafen in der ostwestfälischen Stadt Minden in Nordrhein-Westfalen. Er liegt am Ufer der Weser vor der Fischerstadt. Der heute befestigte Platz wird als Parkplatz für die Innenstadt genutzt.

## Geschichte
Die Mindener Schlagde entstand an der alten Mündung der Bastau in die Weser vor der Stadt Minden. Das von Kaiser Karl V. der Hansestadt Minden am 4. Januar 1552 verliehene Stapelrecht verpflichtete alle Weserschiffer, ihre Waren in der Stadt auszuladen und zum Kauf anzubieten. Infolgedessen wurde 1572 der erste Anleger an der Weser errichtet, die sogenannte Mindener Schlagde. Der Begriff „Schlagde“ leitet sich vom niederdeutschen Wort „slait“ (= „schlagen“) ab: Schwere Holzstämme wurden in den Grund geschlagen, um so einen stabilen Anlegeplatz für Handelsschiffe zu schaffen.

Die Mindener Schlagde auf einer Ansichtskarte von 1905

1763 wurde der sogenannte Bastaumündungshafen erweitert, 1780 kam der erste Kran hinzu, mit dem eine Verladung der Schiffsgüter möglich wurde. Der Hafen der Hansestadt Minden gewann an Bedeutung. Mit der Zeit veränderte sich der Hafenplatz, der Hafen wurde nach 1915 zugeschüttet, die Bastau nach Süden vor die Stadt verlegt und die Fläche entwässert und befestigt.
Als die Stadt Minden sich dann im Rahmen des Festungsbaus eine Stadtmauer zulegte, lag die Schlagde vor den Mauern am Ufer der Weser im Hochwasserbereich. Durch die Stadtmauer wurde nur die dahinter liegende Fischerstadt geschützt und verteidigt. Die Festung Minden sollte die preußischen Westprovinzen gegen das Königreich Hannover sowie den Weserdurchbruch an der Porta Westfalica absichern. Mit dem Reichsgesetz vom 30. Mai 1873 verordnete der König die Aufhebung der Festungen, also auch der von Minden. Die Schlagde war wieder mit der Stadt verbunden. Der Platz am Weserufer wurde als Lagerplatz und nach dem Zweiten Weltkrieg als Parkplatz genutzt. Dazu wurde die Stadtmauer an einer Stelle durchbrochen, und eine Zufahrtsrampe wurde eingerichtet. Diese lag zunächst vor der Fischerstadt und wurde erst bei der Stadtrenovierung an den heutigen Platz verlegt.
Der Parkplatz Schlagde war 2017 mit 358 Stellplätzen ausgezeichnet. Der Platz ist in die Parkraumbewirtschaftung Innenstadt eingebunden; seitdem muss auf einem Teil des Platzes eine Parkgebühr entrichtet werden. Der Platz ist für Wohnmobile gesperrt. Sie haben die Möglichkeit auf dem Stellplatz Kanzlers Weide zu parken.

## Hafen
Der eigentliche Hafen an der Mindener Schlagde ist zugeschüttet worden, die Mündung der Bastau wurde dabei ins Mindener Glacis verlegt. Anlandungsmöglichkeiten für Schiffe auf der Weser bestehen heute nur noch mittels einer Kaimauer an der Weser. Hier sind Liegeplätze für Sportboote und vereinzelt Fahrgastschiffe ausgewiesen. Es gibt noch ein paar große Poller zum Festmachen von Binnenschiffen.
Die Stadt Minden hat ihren Hafen zum Wasserstraßenkreuz Minden verlegt.

## Zukunft
Die Schlagde ist Bestandteil des Masterplans der Stadt Minden von 2009. Um die Neugestaltung wurde ein städtebaulicher Wettbewerb ausgeschrieben, der vom Büro des Landschaftsarchitekten Franz Reschke (Berlin) gewonnen wurde. Demnach soll die Schlagde autofrei werden und die Stadt näher an den Fluss rücken. Hierzu wird die Mindener Schlagde ein grüner Platz, ein einladendes Entrée zur Stadt. Zusammen mit der Weserpromenade und den Wiesen vor der Fischerstadt werden die Uferbereiche aufgewertet und vielfältig erlebbar gemacht. Die Weserpromenade soll eine fünf Meter breite Promenade werden, der autofreie Platz auf der Mindener Schlagde für ein „Schlagde-Café“ und eine Bühne genutzt werden. Der gesamte Bereich von der Kleinbahnbrücke bis zur Bastaumündung soll mit Stadtmöbeln und Fahrradbügeln aufgewertet werden.